# Запорожан, Валерий Николаевич
Валерий Николаевич Запорожан (род. 2 марта 1947, Измаил) — ректор Одесского национального медицинского университета.
Академик НАМН Украины, лауреат Государственной премии в области науки и техники, доктор медицинских наук, профессор, заслуженный изобретатель Украины.
Почётный гражданин Одессы

## Карьера
В 1971 году окончил лечебный факультет Одесского медицинского института им. Пирогова. Работал старшим лаборантом, ассистентом, доцентом, профессором. C 1986 года заведовал кафедрой акушерства и гинекологии Одесского государственного медицинского университета. С 1994 года по 2018 год возглавлял Одесский национальный медицинский университет.
В ноябре 2020 года победил на выборах на должность ректора Одесского национального медицинского университета с результатом 78%. Приказом МЗ от 24.12.2020 года был назначен ректором университета.
По состоянию на июнь 2008 года, В. Н. Запорожан — Член Президии АМН Украины и Международной академии им. Альберта Швейцера, глава проблемной комиссии «Акушерства и гинекологии» МЗ и АМН Украины, член Межведомственного и координационного совета АМН и МЗ Украины по фундаментальным и прикладным проблемам медицинской генетики, основатель и директор НИИ регенеративной и реконструктивной биомедицины, Национального комитета по биоэтике, Межведомственной комиссии по вопросам биологической безопасности при Совете Национальной безопасности и обороны Украины, член Европейского союза гинекологов-онкологов, Американской ассоциации гинекологов-лапароскопистов, почётный доктор многих зарубежных университетов и академий, редактор научных журналов: «Достижения медицины и биологии», «Одесский медицинский журнал», Международного медико-философского журнала «Интегративная антропология», член редакционных советов ряда журналов, член Международного Научного Комитета UNESCO.
С марта 1997 г. является членом совета директоров Национального фонда социальной защиты матерей и детей «Украина — детям».

## Научные степени
С 1976 года — кандидат, с 1982 года — доктор медицинских наук, с 1986 года — профессор, с 1997 года член-корреспондент АМН Украины, с 2000 года — академик АМН Украины. В 2002 году избран членом Президиума АМН Украины. В 2011 году избран вице-президентом НАМН Украины. Украинская ассоциация специалистов по малоинвазивным, эндоскопическим и лазерным технологиям1995 год; основатель и президент. Польская академия медицины 1996 год &ndash; действительный член,1998 год член Президиума. Национальная академия медицинских наук Украины 1997 год член-корреспондент, 2000 действительный член, академик, 2002 год член Президиума, 2010 год вице-президент. Международная академия медицины Альберта Швейцера 1999 год действительный член. Европейский клуб ректоров 2006 год действительный член. Международный парламент на биологической безопасности и мире (Италия)
- 2006 год действительный член. Академия Костантиниана (Италия) 2006 год действительный член. Всемирная ассоциация врачей-эндоскопистов (Китай) 2010 год вице-президент. Белорусская академия медицинских наук
- 2011 год Почётный член. Украинская ассоциация клеточной биологии; действительный член. Международное общество онкологов гинекологов действительный член. Американская ассоциация гинекологов-лапароскопистов; действительный член. Международная ассоциация тканевой инженерии и регенеративной медицины: действительный член. Европейское общество искусственных органов; действительный член. Комитет по биоэтике национальной академии медицинских наук; председатель. Совет по вопросам развития медицинского образования Министерства образования, науки, молодёжи и спорта Украины; председатель. Венский медицинский университет; визит-профессор. Ассоциация акушеров-гинекологов Украины 2016 год — президент.

## Организаторская деятельность
В 1978 году В. Н. Запорожан возглавил первый на Украине криохирургический центр для лечения предопухолевых состояний в гинекологии. В 1983 году им создан первый в стране отдел иммунодиагностики и иммунокоррекции в гинекологии, который по признанию Академии медицинских наук СССР стал одним из ведущих по этой проблеме в бывшем Советском Союзе. В 1989 году В. Н. Запорожан основал первое в стране лечебное учреждение, которое функционировало на принципах некоммерческого госрасчёта — Центр здоровья семьи.
К заслугам профессора В. Н. Запорожана также относится создание в г. Одессе Центра эндоскопической лазерной хирургии и основание Республиканской ассоциации эндоскопической малоинвазивной и лазерной хирургии, президентом которой он является.

## Научная деятельность
Научные разработки В. Н. Запорожана по проблемам диагностики гиперпластических процессов и доброкачественных опухолей женской половой сферы с использованием эндоскопических технологий и изучение состояния основных регуляторных систем организма (иммунной, гемостаза, эндокринной, ферментной) позволили не только впервые определить патогенетические механизмы этих состояний, но и открыли возможность развития органосохраняющих технологий лечения женщин репродуктивного возраста.
В. Н. Запорожан является признанным на Украине и за её пределами специалистом в области лечения предопухолевых состояний путём сочетанного использования криохирургических методов с гормональной, иммуномодулирующей терапией, а также физическими факторами влияния.
Принципиальное теоретическое значение имеет разработанная В. Н. Запорожаном концепция саногенетического влияния физических факторов при разных патологических состояниях в гинекологии и акушерстве.
Он впервые теоретически обосновал и экспериментально подтвердил возможность использования электромагнитного поля миллиметрового диапазона в лечении процессов, которые сопровождаются нарушением нейроиммуно-гормональных соотношений.
В акушерстве значительное внимание В. Н. Запорожан уделяет разработке современных методов лечения сочетанных гестозов беременных, течению беременности при сахарном диабете, профилактике и лечению воспалительных послеродовых осложнений. Широко изучена возможность использования немедикаментозных методов в акушерстве — внутрисосудистого лазерного и ультрафиолетового облучения крови, электромагнитного поля миллиметрового диапазона, гипербарической оксигенации крови. Впервые глубоко изучено состояние основных регуляторных систем организма — иммунной, эндокринной, протеазно-ингибиторной, гемостаза, оксигенации крови, и их соотношение при нормальном течении и осложнённой беременности.
Научные работы В. Н. Запорожана являются значительным вкладом в разработку актуальных проблем в гинекологии и акушерстве. Ему принадлежит более 700 научных работ, в том числе более 50 монографий, в том числе более 80 статей, опубликованных в зарубежных научных изданиях. Он — заслуженный изобретатель УССР (1986), автор более 100 изобретений и 2-х патентов иностранных государств.

### Нооэтика
В последние годы Валерий Николаевич Запорожан активно разрабатывает концепцию нооэтики — этических принципов, которые призваны регулировать взаимоотношения в ноосфере, как продолжение концепции биоэтики.

## Методическая деятельность
Является автором первого на Украине учебника «Акушерство и гинекология» на украинском языке.
В. Н. Запорожан — основатель и лидер плодотворной научной школы, достижения которой хорошо известны отечественным и иностранным специалистам. Под его руководством защищены 33 докторских и 74 кандидатских диссертаций. Он является инициатором разработки научной программы «Проблемы материнства и семьи в современных социально-экономических условиях Украины», которая поддержана советом МЗ и АМН Украины.
Заслуживает внимания и его работа как главы Республиканской проблемной комиссии «Акушерство и гинекология» МЗ и АМН Украины, члена редакционных советов журналов «Педиатрия, акушерство и гинекология», «Криобиология и криомедицина», главного редактора «Одесского медицинского журнала».

## Награды
В 1997 году В. Н. Запорожан Указом Президента Украины за выдающийся личный вклад в развитие медицинской науки, подготовку высококвалифицированных кадров для охраны здоровья награждён знаком отличия Президента Украины — орденом «За заслуги» ІІІ степени. Впоследствии, в 2000 году получил орден «За заслуги» II степени, а в 2006 — I степени.
В 1997 году 16 мая в Варшавском Королевском замке Валерию Николаевичу был вручён Диплом Почётного члена Польской Академии Медицины и Золотую медаль А. Швейцара и международную медаль «За заслуги в медицине» Польской Академии Мецицины.
1997 — Указом Президента Украины за цикл работ «Врождённая наследственная патология детей Украины: диагностика и лечение» присуждена Государственная премия.
В 1998 году Валерий Николаевич Запорожан был награждён Президентской Медалью университета им. Джорджа Вашингтона (Вашингтон, США).
За достижения в области гуманизации науки Валерий Николаевич награждён высшей наградой Польской Академии Медицины «Большая золотая звезда» — 1998 г. в октябре этого же года был вручён орден Николая Чудотворца «За приумножение добра на Земле».
За заслуги в развитии и гуманизации медицинской науки Валерий Николаевич в мае 1999 года был награждён Международной медицинской академией Альберта Швейцара — «Большой Золотой медалью Альберта Швейцара».
24 августа 2000 года ко Дню Независимости Украины Валерий Николаевич был награждён Орденом «За верность Отечеству» ІІІ степени.
В 2000 году Валерию Николаевичу Запорожану вручена Медаль Гиппократа (Всемирный фонд Гиппократа, Греция).
В 2001 году за цикл работ «Новые подходы и технологии в диагностике и лечении онкологических заболеваний» Валерию Николаевичу присуждена Национальной академией наук Украины премия имени Р. Е. Кавецкого.
За выдающиеся научные достижения, которые имеют особенно практическое значение, был награждён в 2006 году отличием «Socrat award» Великобритания.
В 2009 году присвоено звание Почётный гражданин Одессы

## Масонство
С середины 1990-х годов был членом, а с 1998 года по 2001 год являлся главой и Великим мастером Великой масонской ложи Украины.